# 大久保站 (兵庫縣)
大久保站（日语：／ Ōkubo eki */?）是位於兵庫縣明石市大久保町大久保町，西日本旅客鐵道（JR西日本）山陽本線（JR神戶線）的車站。車站編號為JR-A75。
為了與中央本線（中央·總武緩行線）的大久保站與奧羽本線的大久保站作區別，此站出發的車票會以「（陽）大久保」標示。

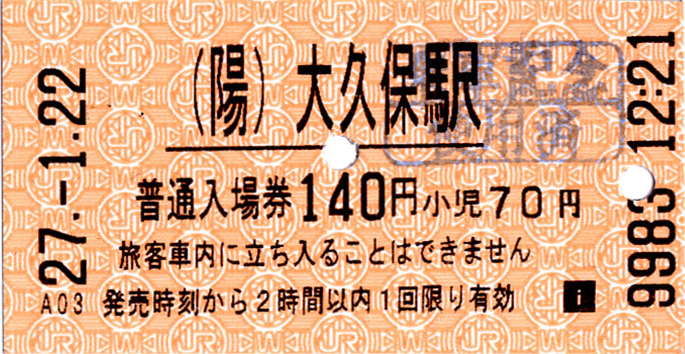
入場票
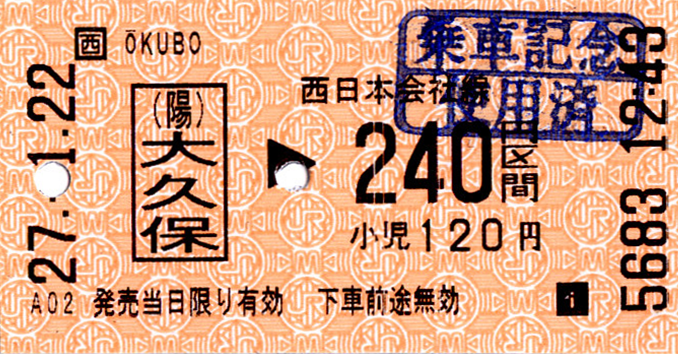
車票

## 歷史
- 1888年（明治21年）12月23日 - 山陽鐵道明石站至姬路站之間開通，此站啟用。為旅客、貨運車站。
- 1902年（明治35年）12月13日 - 開始接受公眾電報服務[1]。
- 1906年（明治39年）12月1日 - 山陽鐵道國有化（日语：鉄道国有法），成為官設鐵道車站。
- 1909年（明治42年）10月12日 - 制定路線名稱。成為山陽本線車站。
- 1972年（昭和47年）10月1日 - 終止貨物起卸服務。
- 1987年（昭和62年）4月1日 - 伴隨國鐵分割民營化，車站由西日本旅客鐵道（JR西日本）營運。
- 1988年（昭和63年）3月13日 - 制定路線別名「JR神戶線」。
- 1995年（平成7年）
  - 1月17日 - 發生阪神大地震，此站暫停營業。
  - 1月18日 - 西明石站至姬路站之間重開，此站重新營業。
- 1996年（平成8年）8月15日 - 現時的跨站式站房進行翻新。設置升降機、電梯。引入電子顯示屏。
- 1997年（平成9年）
  - 2月16日 - 引入JR神戶線標準進站音樂「細波」。
  - 3月8日 - 月台由2面3線擴展至2面4線。
  - 10月23日 - 於車站南邊的Mycal明石（現時為AEON明石購物中心（日语：イオン明石ショッピングセンター））開業。車站大樓建設行人天橋連接Mycal明石。
- 1998年（平成10年）10月3日 - 增設從此站出發或到達的列車班次。
- 2003年（平成15年）11月1日 - 此站可以使用IC卡ICOCA[2]。
- 2006年（平成18年）10月1日 - 引入JR京都・神戶線運行管理系統（日语：アーバンネットワーク運行管理システム#JR京都・神戸線システム）。
- 2007年（平成19年）3月18日 - 更新車站自動廣播（日语：駅自動放送）。
- 2015年（平成27年）3月12日 - 進站警告聲停止使用，進站音樂改為JR神戶線標準「細波」音質變更版[3]。
- 2018年（平成30年）3月17日 - 引入車站編號並開始使用[4]。

## 車站構造

### 月台
車站設有2面4線的島式月台，月台可容納12卡車廂。1號月台是上行待避線，2號月台為上行本線，3號月台為中線，4號月台為下行本線。主要列車使用2號和4號月台。在4號月台南邊設有1條下行待避線（5號月台）。之前是2面3線，該下行待避線是後來加設，當時並沒有1號月台。在2面3線時代，列車使用1、3號月台停站，待避線為2號月台。
| 月台 | 路線     | 方向 | 目的地           | 備註            |
| ---- | -------- | ---- | ---------------- | --------------- |
| 1、2 | JR神戶線 | 上行 | 三之宮、大阪方向 | 部分使用3號月台 |
| 3、4 | JR神戶線 | 下行 | 加古川、姬路方向 |                 |

- 以上的路線名是使用旅客資訊上的名稱（別名、愛稱）。

三之宮、大阪方向的上行部分列車於早上7、8時時段會等待新快速通過。在星期六及假日時間表中，晚間部分列車會1號月台等待「超級白兔號」列車通過。在早上6時時段從此站出發前往大阪方向的普通電車會使用3號月台。加古川、姬路方向的下行部分列車在早上9時時段於3號月台會等待新快速通過。此外，和田岬線車輛當前往西明石站的車廠，或不是在進行作業的路軌維護車輛會使用3號月台等待列車通過。當發生人身事故或各種其他事故使時間表大幅混亂時，會設有新快速與快速列車於此站折返的臨時安排，姬路方向的新快速會在此站臨時停車。在此站拆返是由於鄰站西明石站的列車線月台沒有路軌可以進行折返。另外，上行往姬路方向的列車很少使用3號月台。
在1、3號月台停站中的列車，車門會變為手動式控制，需按下車身或車內按鈕以開關車門。

### 車站大樓與設備
車站啟用當初是地面車站，在1996年8月15日起改建為橋上車站。在成為橋上車站後，增設了電梯與升降機分別連接月台與閘口層，閘口層與南北站前廣場。南出口設有行人天橋連接AEON明石購物中心1番街VIERA大久保，當中在到達AEON明石購物中心1番街VIERA前，先會通過VIERA大久保。
此站位於都市網絡範圍內。此站可使用ICOCA與互相使用的IC卡。此站為直營車站，由西明石站管理，此站設有綠色窗口。

### 時間表
在日間時段中，每小時設有4班列車。在早上時段會較多班次。另外，也設有前往三之宮、大阪方向的普通列車（各站停車）班次。以及在平日早上6時時段，設有1班從此站前往前往大阪方向的各站停車班次（在執行此班次前是以不載客列車從西明石到達此站）。
如上述提及，當發生時間表混亂時，本來不會停站的新快速會臨時在此為終點站並進行折返。

## 使用情況
根據《兵庫縣統計書》，在2018年（平成30年）度1日平均上車人次為19,971人。
以下為車站近年1日平均上車人次：
| 年度   | 1日平均 上車人次 |
| ------ | ---------------- |
| 1999年 | 17,877           |
| 2000年 | 17,922           |
| 2001年 | 17,710           |
| 2002年 | 17,449           |
| 2003年 | 17,337           |
| 2004年 | 17,587           |
| 2005年 | 17,736           |
| 2006年 | 17,955           |
| 2007年 | 18,257           |
| 2008年 | 18,600           |
| 2009年 | 18,245           |
| 2010年 | 18,165           |
| 2011年 | 18,418           |
| 2012年 | 18,590           |
| 2013年 | 19,083           |
| 2014年 | 18,739           |
| 2015年 | 19,448           |
| 2016年 | 19,625           |
| 2017年 | 19,865           |
| 2018年 | 19,971           |

## 車站周邊
車站南邊是由AEON Mall管理和運營的大型購物中心「AEON明石購物中心」（前・Mycal明石）。該處是工廠的遺址再開發土地，在建成購物中心後吸引明石市內外購物客前往。另外神戶製鋼不動產公司建設了大規模共管式公寓「大久保Owstown」。隨著這些開發項目，此站成為了明石市周邊數一數二的購物區。
車站北邊為國道2號，沿國道上設有富士通、三菱綜合材料明石製作所的工廠。在人口聚集地區增設餐廳與食材商店，由原本田園風景變為與工廠並存的田舍之町地帶，另外車站周邊開發高層公寓和公園，使此地區變身成為新市鎮的樣貌。
在車站南邊，除了上述的「大久保Owstown」外，也有「Ows Garden」和「Ows Garden東」。
在AEON明石購物中心與車站之間設有商業設施「VIERA大久保」。

### 教育機構
高等學校
- 兵庫縣立明石城西高等學校（日语：兵庫県立明石城西高等学校）（南方約1.4公里）
- 兵庫縣立明石北高等學校（日语：兵庫県立明石北高等学校）（東北約1.8公里）

中学校
- 明石市立大久保中學（日语：明石市立大久保中学校）（南約0.6公里）
- 明石市立大久保北中學（日语：明石市立大久保北中学校）（北約1.3公里）

小学校
- 明石市立大久保小學（日语：明石市立大久保小学校）（東約0.7公里）
- 明石市立大久保南小學（日语：明石市立大久保南小学校）（南約0.6公里）
- 明石市立山手小學（日语：明石市立山手小学校）（北約1.0公里）

## 巴士路線
除了特別註明，所有路線均由神姬巴士營運。

### 北出口
- 1號乘車處
  - 45系統 經大久保市民中心前、明石北高校前（日语：兵庫県立明石北高等学校）、中央中心前、高丘西口、高丘7丁目，前往天鄉
  - 46系統 經大久保市民中心前、明石北高校前、中央中心前、高丘西口，高丘7丁目，明石商業高校前，前往魚住站
  - 47系統 經大久保市民中心前、明石北高校前、中央中心前，前往高丘4丁目西行　　　
  - 49系統 經大久保市民中心前、明石北高校前，前往高丘4丁目方向
  - 18系統 經大久保北、山之下、中央中心前，高丘7丁目，前往天鄉
  - ６系統 經大久保市民中心前、明石北高校前、石谷墓園口，前往明石中央體育會館
  - ３系統 經大久保市民中心前、明石北高校前、石谷墓園口，前往石谷墓園北
  - ６系統 經大久保市民中心前、明石北高校前、石谷墓園口，前往明石清潔中心
- 2號乘車處
  - 19系統 經大久保北，山之下，前往山手台
  - 19系統 經大久保北、茜，前往山手台
  - 3系統 經西明石站、貴崎4丁目、硯町，前往明石站
- 3號乘車處
  - 12系統 經大久保北、山之下、高丘西口、天鄉、岩岡連絡所、上岩岡、神納，前往西神中央站
  - 12系統 經大久保北、山之下、高丘西口、天鄉、岩岡連絡所、上岩岡、神出北，前往西神中央站
  - 12系統 經大久保北、山之下、高丘西口、天鄉、岩岡連絡所、上岩岡、神納，前往五百藏
  - 12系統 經大久保北、山之下、高丘西口、天鄉、岩岡連絡所，前往上岩岡
  - 12系統 經大久保北、山之下、高丘西口、天鄉、秋田、上岩岡北、神納，前往西神中央站
  - 12系統 經大久保北、山之下、高丘西口、天鄉、秋田、上岩岡北、神出北，前往西神中央站
  - 12系統 經大久保北、山之下、高丘西口、天鄉、秋田，前往上岩岡
- 國道大久保（南邊）
  - 1系統 經福里往土山站
- 國道大久保（北邊）
  - 1系統 經西明石站往明石站

### 南出口
- Taco巴士（日语：Tacoバス）（車費：一律100日圓，小童半價）
  - (3)松蔭路線：經松陰厚生館，前往大久保町公民館前方向（明正Cab）
  - (4)大久保南路線：經住吉神社、山陽中八木站北，前往明石醫療中心方向（明正Cab）
  - (5)谷八木路線：經明石醫療中心、山陽中八木站、山陽藤江站，前往家之北方向
  - (6)江井島路線：經江井島服務區北、江井島港、長澤江井島酒館，前往家之北方向
    - 乘坐(6)江井島路線於江井島服務區北巴士站，可轉乘(7)JR魚住站北出口方向的班次（需要注意不是所有班次可轉乘前往JR魚住站北出口）

## 未來計劃
此站至魚住站之間，計劃會增設設有20條停泊路軌的新幹線車輛基地，另外在在來線也設10條留置線，並且建設新車站。

## 相鄰車站
西日本旅客鐵道
 JR神戶線（山陽本線）
■新快速
通過
■普通（包括在高槻站至西明石站之間為快速列車的班次）
西明石（JR-A74）－大久保（JR-A75）－魚住（JR-A76）

## 外部連結
- 大久保｜車站資訊：JR出門網 - 西日本旅客鐵道